# Gran Premio di superbike di Brno 2018
Il Gran Premio di superbike di Brno 2018 è stata la settima prova su tredici del campionato mondiale Superbike 2018, è stato disputato il 9 e 10 giugno sul circuito di Brno e in gara 1, disputata in due parti dopo la bandiera rossa poco dopo la prima partenza, ha visto la vittoria di Jonathan Rea davanti a Marco Melandri e Tom Sykes, la gara 2 è stata vinta da Alex Lowes che ha preceduto Michael van der Mark e Chaz Davies.
La vittoria nella gara valevole per il campionato mondiale Supersport 2018 è stata ottenuta da Jules Cluzel, mentre quella del campionato mondiale Supersport 300 è stata ottenuta da Galang Hendra Pratama.
Si è trattato del ritorno del campionato mondiale Superbike su questo circuito della Repubblica Ceca dopo vari anni di assenza.

## Risultati

### Gara 1

#### Arrivati al traguardo
| Pos. | Nº | Pilota                | Squadra                  | Motocicletta      | Giri | Tempo     | Griglia | Punti |
| ---- | -- | --------------------- | ------------------------ | ----------------- | ---- | --------- | ------- | ----- |
| 1º   | 1  | Jonathan Rea          | Kawasaki Racing          | Kawasaki ZX-10RR  | 16   | 32'08.759 | 2º      | 25    |
| 2º   | 33 | Marco Melandri        | Aruba.it Racing - Ducati | Ducati Panigale R | 16   | +5.381    | 3º      | 20    |
| 3º   | 66 | Tom Sykes             | Kawasaki Racing          | Kawasaki ZX-10RR  | 16   | +7.336    | 1º      | 16    |
| 4º   | 60 | Michael van der Mark  | Pata Yamaha              | Yamaha YZF R1     | 16   | +11.893   | 6º      | 13    |
| 5º   | 22 | Alex Lowes            | Pata Yamaha              | Yamaha YZF R1     | 16   | +13.145   | 4º      | 11    |
| 6º   | 50 | Eugene Laverty        | Milwaukee Aprilia        | Aprilia RSV4 RF   | 16   | +14.210   | 5º      | 10    |
| 7º   | 32 | Lorenzo Savadori      | Milwaukee Aprilia        | Aprilia RSV4 RF   | 16   | +17.051   | 7º      | 9     |
| 8º   | 7  | Chaz Davies           | Aruba.it Racing - Ducati | Ducati Panigale R | 16   | +17.743   | 9º      | 8     |
| 9º   | 2  | Leon Camier           | Red Bull Honda           | Honda CBR1000RR   | 16   | +18.104   | 10º     | 7     |
| 10º  | 54 | Toprak Razgatlıoğlu   | Kawasaki Puccetti Racing | Kawasaki ZX-10RR  | 16   | +21.783   | 15º     | 6     |
| 11º  | 68 | Yonny Hernández       | Pedercini Racing         | Kawasaki ZX-10RR  | 16   | +30.614   | 12º     | 5     |
| 12º  | 36 | Leandro Mercado       | Orelac Racing VerdNatura | Kawasaki ZX-10RR  | 16   | +31.111   | 16º     | 4     |
| 13º  | 40 | Román Ramos           | GoEleven Kawasaki        | Kawasaki ZX-10RR  | 16   | +31.188   | 14º     | 3     |
| 14º  | 12 | Javier Forés          | Barni Racing             | Ducati Panigale R | 16   | +31.864   | 13º     | 2     |
| 15º  | 21 | Michael Ruben Rinaldi | Aruba.it Racing - Junior | Ducati Panigale R | 16   | +33.079   | 11º     | 1     |
| 16º  | 99 | Patrick Jacobsen      | TripleM Honda            | Honda CBR1000RR   | 16   | +33.685   | 17º     |       |
| 17º  | 37 | Ondřej Ježek          | Guandalini Racing        | Yamaha YZF R1     | 16   | +53.662   | 20º     |       |
| 18º  | 76 | Loris Baz             | GULF ALTHEA BMW Racing   | BMW S 1000 RR     | 16   | +1'44.844 | 8º      |       |

#### Ritirati
| Nº | Pilota       | Squadra                 | Motocicletta      | Giri | Griglia |
| -- | ------------ | ----------------------- | ----------------- | ---- | ------- |
| 81 | Jordi Torres | MV Agusta Reparto Corse | MV Agusta 1000 F4 | 6    | 18º     |
| 45 | Jacob Gagne  | Red Bull Honda          | Honda CBR1000RR   | 4    | 19º     |

### Gara 2

#### Arrivati al traguardo
| Pos. | Nº | Pilota                | Squadra                  | Motocicletta      | Giri | Tempo     | Griglia | Punti |
| ---- | -- | --------------------- | ------------------------ | ----------------- | ---- | --------- | ------- | ----- |
| 1º   | 22 | Alex Lowes            | Pata Yamaha              | Yamaha YZF R1     | 18   | 36'23.516 | 4º      | 25    |
| 2º   | 60 | Michael van der Mark  | Pata Yamaha              | Yamaha YZF R1     | 18   | +2.167    | 6º      | 20    |
| 3º   | 7  | Chaz Davies           | Aruba.it Racing - Ducati | Ducati Panigale R | 18   | +7.649    | 9º      | 16    |
| 4º   | 50 | Eugene Laverty        | Milwaukee Aprilia        | Aprilia RSV4 RF   | 18   | +9.422    | 5º      | 13    |
| 5º   | 32 | Lorenzo Savadori      | Milwaukee Aprilia        | Aprilia RSV4 RF   | 18   | +9.716    | 7º      | 11    |
| 6º   | 21 | Michael Ruben Rinaldi | Aruba.it Racing - Junior | Ducati Panigale R | 18   | +12.967   | 11º     | 10    |
| 7º   | 2  | Leon Camier           | Red Bull Honda           | Honda CBR1000RR   | 18   | +17.341   | 10º     | 9     |
| 8º   | 12 | Javier Forés          | Barni Racing             | Ducati Panigale R | 18   | +20.293   | 13º     | 8     |
| 9º   | 54 | Toprak Razgatlıoğlu   | Kawasaki Puccetti Racing | Kawasaki ZX-10RR  | 18   | +23.613   | 15º     | 7     |
| 10º  | 40 | Román Ramos           | GoEleven Kawasaki        | Kawasaki ZX-10RR  | 18   | +24.670   | 14º     | 6     |
| 11º  | 76 | Loris Baz             | GULF ALTHEA BMW Racing   | BMW S 1000 RR     | 18   | +25.106   | 8º      | 5     |
| 12º  | 45 | Jacob Gagne           | Red Bull Honda           | Honda CBR1000RR   | 18   | +25.212   | 19º     | 4     |
| 13º  | 99 | Patrick Jacobsen      | TripleM Honda            | Honda CBR1000RR   | 18   | +28.172   | 17º     | 3     |
| 14º  | 68 | Yonny Hernández       | Pedercini Racing         | Kawasaki ZX-10RR  | 18   | +31.659   | 12º     | 2     |
| 15º  | 33 | Marco Melandri        | Aruba.it Racing - Ducati | Ducati Panigale R | 18   | +32.407   | 3º      | 1     |
| 16º  | 66 | Tom Sykes             | Kawasaki Racing          | Kawasaki ZX-10RR  | 18   | +36.305   | 1º      |       |
| 17º  | 36 | Leandro Mercado       | Orelac Racing VerdNatura | Kawasaki ZX-10RR  | 18   | +39.367   | 16º     |       |
| 18º  | 37 | Ondřej Ježek          | Guandalini Racing        | Yamaha YZF R1     | 18   | +44.976   | 20º     |       |

#### Ritirati
| Nº | Pilota       | Squadra                 | Motocicletta      | Giri | Griglia |
| -- | ------------ | ----------------------- | ----------------- | ---- | ------- |
| 81 | Jordi Torres | MV Agusta Reparto Corse | MV Agusta 1000 F4 | 5    | 18º     |
| 1  | Jonathan Rea | Kawasaki Racing         | Kawasaki ZX-10RR  | 2    | 2º      |

### Supersport

#### Arrivati al traguardo
| Pos. | Nº  | Pilota                   | Squadra                             | Motocicletta     | Giri | Tempo     | Griglia | Punti |
| ---- | --- | ------------------------ | ----------------------------------- | ---------------- | ---- | --------- | ------- | ----- |
| 1º   | 16  | Jules Cluzel             | NRT                                 | Yamaha YZF R6    | 16   | 33'15.783 | 3º      | 25    |
| 2º   | 11  | Sandro Cortese           | Kallio Racing                       | Yamaha YZF R6    | 16   | +0.148    | 1º      | 20    |
| 3º   | 3   | Raffaele De Rosa         | MV Agusta Reparto Corse by Vamag    | MV Agusta F3 675 | 16   | +3.368    | 4º      | 16    |
| 4º   | 144 | Lucas Mahias             | GRT Yamaha                          | Yamaha YZF R6    | 16   | +6.735    | 5º      | 13    |
| 5º   | 21  | Randy Krummenacher       | BARDAHL Evan Bros.                  | Yamaha YZF R6    | 16   | +7.764    | 2º      | 11    |
| 6º   | 36  | Thomas Gradinger         | NRT                                 | Yamaha YZF R6    | 16   | +18.651   | 10º     | 10    |
| 7º   | 13  | Anthony West             | EAB antwest Racing                  | Kawasaki ZX-6R   | 16   | +20.773   | 8º      | 9     |
| 8º   | 111 | Kyle Smith               | CIA Landlord Insurance Honda        | Honda CBR600RR   | 16   | +22.576   | 11º     | 8     |
| 9º   | 22  | Eemeli Lahti             | Sterkman Motorsport by HRP          | Suzuki GSX-R600  | 16   | +30.575   | 14º     | 7     |
| 10º  | 84  | Loris Cresson            | Kallio Racing                       | Yamaha YZF R6    | 16   | +31.323   | 18º     | 6     |
| 11º  | 47  | Rob Hartog               | Hartog - Against Cancer             | Kawasaki ZX-6R   | 16   | +33.589   | 15º     | 5     |
| 12º  | 38  | Hannes Soomer            | Racedays                            | Honda CBR600RR   | 16   | +34.857   | 13º     | 4     |
| 13º  | 78  | Hikari Ōkubo             | Kawasaki Puccetti Racing            | Kawasaki ZX-6R   | 16   | +36.627   | 12º     | 3     |
| 14º  | 15  | Alfonso Coppola          | GRT Yamaha                          | Yamaha YZF R6    | 16   | +40.124   | 16º     | 2     |
| 15º  | 19  | Alex Baldolini           | GEMAR Team Lorini                   | Honda CBR600RR   | 16   | +41.687   | 19º     | 1     |
| 16º  | 65  | Michael Canducci         | FLORAMO MONACO Racing               | Honda CBR600RR   | 16   | +44.774   | 21º     |       |
| 17º  | 96  | Andrew Irwin             | CIA Landlord Insurance Honda        | Honda CBR600RR   | 16   | +46.924   | 17º     |       |
| 18º  | 81  | Luke Stapleford          | Profile Racing                      | Yamaha YZF R6    | 16   | +46.958   | 23º     |       |
| 19º  | 23  | Max Enderlein            | Freudenberg World SSP Team          | Yamaha YZF R6    | 16   | +47.154   | 24º     |       |
| 20º  | 77  | Wayne Tessels            | Chromeburner Wayne's Racingteam MtM | Kawasaki ZX-6R   | 16   | +50.844   | 25º     |       |
| 21º  | 10  | Nacho Calero             | Orelac Racing VerdNatura            | Kawasaki ZX-6R   | 16   | +58.652   | 26º     |       |
| 22º  | 44  | Luigi Morciano           | GoEleven Kawasaki                   | Kawasaki ZX-6R   | 16   | +1'05.705 | 20º     |       |
| 23º  | 34  | Javier Ezequiel Iturrioz | GoEleven Kawasaki                   | Kawasaki ZX-6R   | 16   | +1'10.285 | 28º     |       |
| 24º  | 14  | Michal Chalupa           | Czech Road Racing Team Chalupari    | Yamaha YZF R6    | 16   | +1'39.058 | 29º     |       |
| 25º  | 69  | Pierre Coppa             | Motor Village 69 Racing             | Honda CBR600RR   | 16   | +2'13.032 | 30º     |       |

#### Ritirati
| Nº | Pilota              | Squadra                          | Motocicletta        | Giri | Griglia |
| -- | ------------------- | -------------------------------- | ------------------- | ---- | ------- |
| 48 | Gergő Molnár        | VEPP Racing                      | Honda CBR600RR      | 11   | 27º     |
| 32 | Sheridan Morais     | Kawasaki Puccetti Racing         | Kawasaki ZX-6R      | 5    | 9º      |
| 35 | Stefan Hill         | Profile Racing                   | Triumph Daytona 675 | 5    | 31º     |
| 86 | Ayrton Badovini     | MV Agusta Reparto Corse by Vamag | MV Agusta F3 675    | 3    | 7º      |
| 64 | Federico Caricasulo | GRT Yamaha                       | Yamaha YZF R6       | 1    | 6º      |

### Supersport 300

#### Arrivati al traguardo
| Pos. | Nº | Pilota                | Squadra                                  | Motocicletta       | Giri | Tempo     | Griglia | Punti |
| ---- | -- | --------------------- | ---------------------------------------- | ------------------ | ---- | --------- | ------- | ----- |
| 1º   | 55 | Galang Hendra Pratama | Biblion Yamaha Motoxracing               | Yamaha YZF-R3      | 6    | 13'57.323 | 1º      | 25    |
| 2º   | 93 | Walid Khan            | Nutec - Benjan - Kawasaki                | Kawasaki Ninja 400 | 6    | +4.739    | 4º      | 20    |
| 3º   | 21 | Borja Sánchez         | ETG Racing                               | Kawasaki Ninja 400 | 6    | +4.852    | 15º     | 16    |
| 4º   | 17 | Koen Meuffels         | KTM Fortron Junior Team                  | KTM RC 390 R       | 6    | +4.868    | 9º      | 13    |
| 5º   | 15 | Glenn van Straalen    | KTM Fortron Racing Team                  | KTM RC 390 R       | 6    | +5.057    | 8º      | 11    |
| 6º   | 22 | Mykyta Kalinin        | GP Project Team                          | Kawasaki Ninja 400 | 6    | +5.287    | 7º      | 10    |
| 7º   | 75 | Scott Deroue          | Motoport Kawasaki                        | Kawasaki Ninja 400 | 6    | +5.367    | 2º      | 9     |
| 8º   | 33 | Daniel Valle          | BCD Yamaha MS Racing                     | Yamaha YZF-R3      | 6    | +5.496    | 13º     | 8     |
| 9º   | 69 | María Herrera         | BCD Yamaha MS Racing                     | Yamaha YZF-R3      | 6    | +5.575    | 17º     | 7     |
| 10º  | 43 | Luca Grünwald         | Freudenberg KTM WorldSSP Team            | KTM RC 390 R       | 6    | +5.648    | 11º     | 6     |
| 11º  | 2  | Ana Carrasco          | DS Junior Team                           | Kawasaki Ninja 400 | 6    | +5.794    | 3º      | 5     |
| 12º  | 20 | Dorren Loureiro       | DS Junior Team                           | Kawasaki Ninja 400 | 6    | +6.384    | 6º      | 4     |
| 13º  | 41 | Jan-Ole Jähnig        | Freudenberg KTM Junior Team              | KTM RC 390 R       | 6    | +6.668    | 10º     | 3     |
| 14º  | 14 | Enzo de la Vega       | GP Project Team                          | Kawasaki Ninja 400 | 6    | +6.770    | 19º     | 2     |
| 15º  | 25 | Andy Verdoïa          | Samurai YART Racing                      | Yamaha YZF-R3      | 6    | +7.960    | 12º     | 1     |
| 16º  | 64 | Hugo De Cancellis     | Team Toth - Yart                         | Yamaha YZF-R3      | 6    | +13.389   | 22º     |       |
| 17º  | 13 | Dino Iozzo            | Racedays                                 | Honda CBR500R      | 6    | +13.409   | 33º     |       |
| 18º  | 30 | Daniel Blin           | Team Toth - Yart                         | Yamaha YZF-R3      | 6    | +13.484   | 29º     |       |
| 19º  | 3  | Tom Toparis           | ETG Racing                               | Kawasaki Ninja 400 | 6    | +14.084   | 25º     |       |
| 20º  | 27 | Filippo Rovelli       | Kawasaki ParkinGO Team                   | Kawasaki Ninja 400 | 6    | +14.119   | 24º     |       |
| 21º  | 19 | Luca Bernardi         | Team Trasimeno                           | Yamaha YZF-R1      | 6    | +14.161   | 27º     |       |
| 22º  | 54 | Filippo Fuligni       | GRT Yamaha WorldSSP300 Team              | Yamaha YZF-R1      | 6    | +14.240   | 26º     |       |
| 23º  | 28 | Dennis Koopman        | GRT Yamaha WorldSSP300 Team              | Yamaha YZF-R3      | 6    | +21.938   | 23º     |       |
| 24º  | 5  | Ryan Vos              | KTM Fortron Racing Team                  | KTM RC 390 R       | 6    | +21.969   | 28º     |       |
| 25º  | 99 | Paolo Grassia         | Biblion Yamaha Motoxracing               | Yamaha YZF-R3      | 6    | +22.487   | 16º     |       |
| 26º  | 78 | Joseph Foray          | ETG Racing                               | Kawasaki Ninja 400 | 6    | +23.767   | 30º     |       |
| 27º  | 44 | Samuel Lochoff        | Samurai-YART Racing                      | Yamaha YZF-R3      | 6    | +26.125   | 35º     |       |
| 28º  | 37 | Roman Kucera          | Motoclub Balaz / KPA                     | Kawasaki Ninja 400 | 6    | +36.051   | 37º     |       |
| 29º  | 58 | Trystan Finocchiaro   | Scuderia Maranga Racing                  | Honda CBR500R      | 6    | +36.126   | 36º     |       |
| 30º  | 7  | Nicola Settimo        | Scuderia Maranga Racing                  | Honda CBR500R      | 6    | +36.418   | 32º     |       |
| 31º  | 73 | Vojtech Schwarz       | Motosport Schwarz Racing Team            | Yamaha YZF-R3      | 6    | +51.052   | 38º     |       |
| 32º  | 32 | Alexandra Pelikanova  | JRT Brno Circuit                         | Yamaha YZF-R3      | 6    | +59.237   | 39º     |       |
| 33º  | 81 | Manuel González       | Pertantina Almeria BCD Junior Team by MS | Yamaha YZF-R3      | 6    | +1 giro   | 5º      |       |

#### Non Classificati
| Nº | Pilota                    | Squadra                            | Motocicletta  | Giri | Tempo  | Griglia |
| -- | ------------------------- | ---------------------------------- | ------------- | ---- | ------ | ------- |
| 97 | Maximilian Kappler        | Freudenberg KTM WorldSSP Team      | KTM RC 390 R  | 6    | +7.228 | 34º     |
| 12 | Ali Adriansyah Rusmiputro | Petramina Almeria BCD by MS Racing | Yamaha YZF-R3 | 6    | +7.406 | 18º     |

#### Ritirati
| Nº | Pilota               | Squadra                   | Motocicletta       | Giri | Griglia |
| -- | -------------------- | ------------------------- | ------------------ | ---- | ------- |
| 96 | Imanuel Putra Pratna | Terra e Moto              | Yamaha YZF-R3      | 3    | 20º     |
| 79 | Tomás Alonso         | Samurai-YART Racing       | Yamaha YZF-R3      | 2    | 31º     |
| 71 | Tom Edwards          | Nutec - Benjan - Kawasaki | Kawasaki Ninja 400 | 0    | 21º     |